# باشگاه فوتبال کن
باشگاه فوتبال کن (فرانسوی: AS Cannes‎) یک باشگاه فوتبال شهر کن، فرانسه است.
این باشگاه که در سال ۱۹۰۲ تأسیس شده سابقه یک نایب قهرمانی لیگ ۱ و یک قهرمانی در جام حذفی فوتبال فرانسه را در کارنامه دارد.